# Талакан (Амурська область)
Талакан (рос. Талакан) — робітниче селище в Бурейському районі Амурської області Російської Федерації. Розташоване на території українського історичного та етнічного краю Зелений Клин.
Входить до складу муніципального утворення робітниче селище Талакан. Населення становить 4345.

## Історія
З 4 січня 1926 року до 30 липня 1930 року належало до новоутвореного Хінгано-Архаринського району Амурської округи Далекосхідного краю.
З 1935 року в результаті розукрупнення Хінгано-Архарінського району було підпорядковане Бурейському району.
З 11 листопада 2005 року органом місцевого самоврядкування є робітниче селище Талакан.

## Населення
| 1989  | 2002  | 2009  | 2010  | 2011  | 2012  | 2013  |
| ----- | ----- | ----- | ----- | ----- | ----- | ----- |
| 4479  | ↗6545 | ↗7541 | ↘5176 | ↘5159 | ↘5031 | ↘4898 |
| 2014  | 2015  | 2016  | 2017  | 2018  |       |       |
| ↘4766 | ↘4639 | ↘4477 | ↘4377 | ↘4345 |       |       |